# Casinet de la Font de la Vaca
El Casinet de la Font de la Vaca és una petita edificació aïllada, situada en el Parc de la Font de la Vaca de la urbanització La Granja del municipi de Caldes de Malavella (Selva). Forma part de l'Inventari del Patrimoni Arquitectònic de Catalunya. Va ser construït l'any 1925 com a berenador dins del parc. El 2006 l'Ajuntament va promoure la seva rehabilitació per a usos culturals.

## Descripció
Té una sola planta rectangular sobre un petit podi de paredat rústic amb verdugades. Teulada a 5 vessants amb teula plana i elements decoratius amb terra cuita. Façana orientada al N- O amb un ritme d'obertures A- B- A- B- A; les obertures en B en arc de mig punt, amb balcó i reixes de ferro forjat amb decoracions florals de caràcter modernista; les obertures A són més petites i en arc escarser rebaixat; línia d'imposta senyalada per rajoles blaves, decorades amb garlandes i camafeus (a la part central) amb la representació d'un soldat. Cornisa amb motllura de gola, sobre la qual, seguint el ritme de les obertures, hi ha cinc respiralls en forma de gelosia en ceràmica blava. La potent volada de la teulada és arrebossada i pintada amb motius florals geomètrics (aquests motius amb la restauració han desaparegut a la façana que dona al passeig). La façana N-E té tres obertures, la primera i la tercera en arc escarser i la central en arc de mig punt. A les tres façanes restants les obertures han estat cegades, predominant les que són en arc escarser, però sense ritme regular. El casinet està pintat en tons ocres i verds.

## Història
L'estiueig de la segona meitat del segle xix i principis del segle XX tenia un caràcter elitista, ja que es limitava als sectors benestants de la societat. Anava lligat a pràctiques curatives i també començava a ser una activitat de lleure. La millora en els mitjans de transport va contribuir a consolidar els nuclis d'estiueig cosa que tingué un fort impacte en l'urbanisme i l'economia dels pobles amb aigües termals. A Caldes de Malavella es construeixen gran nombre de cases, torres i xalets sobretot a l'entorn de la Rambla Recolons i de la que s'anomenà Colònia de la Granja. Formant part del projecte, es construí un parc rústic, el Parc de la Font de la Vaca.